# Ladeco
Ladeco war eine chilenische Fluggesellschaft, die im November 1958 gegründet und im Jahr 1995 mit der Fluggesellschaft Fast Air fusioniert wurde. Nach der Fusion setzte die Gesellschaft ihren Flugbetrieb mit eigenem  Air Operator Certificate und unter Nutzung des Markennamens Ladeco fort. Im Jahr 2001 wurde die Gesellschaft zur LAN Express umfirmiert.

## Geschichte

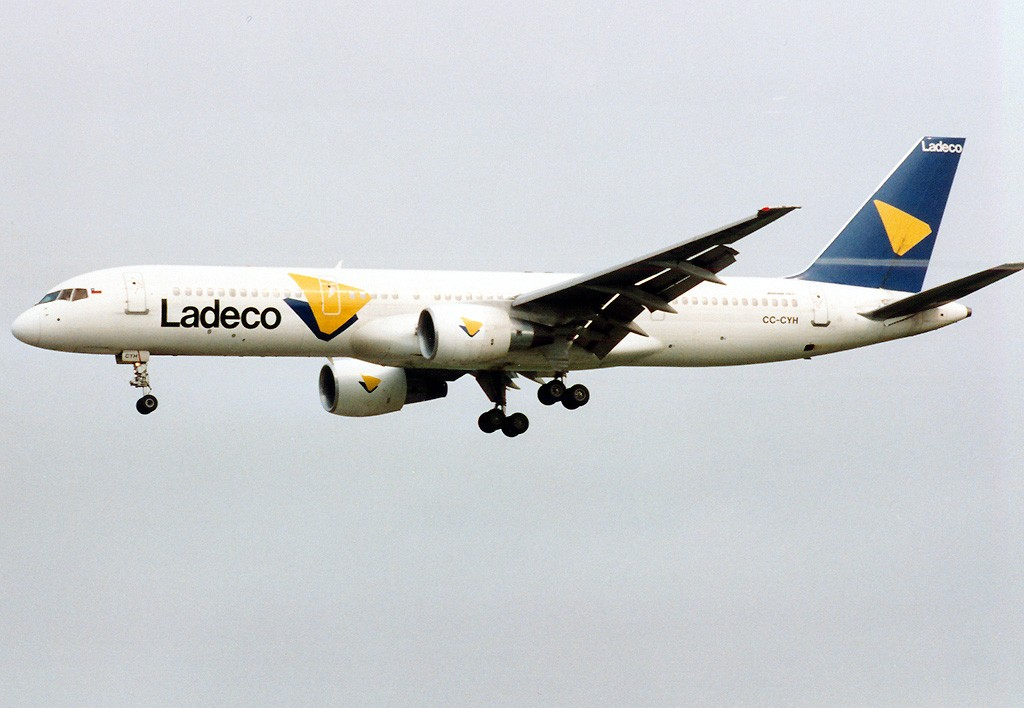
Eine Ladeco-Boeing-757-200 am John F. Kennedy International Airport ein Jahr vor der Vereinigung mit LAN (1994)

Ladeco wurde im November 1958 gegründet, wobei der Name für „Línea Aérea Del Cobre“, also Kupfer-Airline stand. Ein Schwerpunkt war dann auch der Aeropuerto El Loa bei Calama, der Region mit der größten Kupfermine der Welt.
Zu Beginn flog die Gesellschaft vorwiegend im Inlandsverkehr, bediente aber später auch internationale Strecken bis in die Karibik sowie in Mittel- und Nordamerika bis nach Montreal. In den 1980er-Jahren war die Gesellschaft die größte Chiles und transportierte zwei Drittel der Fluggäste. Die Nachbarländer Peru und Bolivien fehlten im Liniennetz, dagegen wurden Ecuador, Kolumbien, Uruguay, Paraguay, Brasilien und Argentinien angeflogen. Nach der Privatisierung der LAN Chile übernahm jene die Vorherrschaft im Flugverkehr. Anfang der 1990er-Jahre wurde Ladeco an Iberia verkauft, welche ihrerseits den Verkauf an LAN Chile billigte. Nach dem Zusammenschluss mit LAN Chile betrieb die Gesellschaft wieder vorwiegend Inlandsrouten und erhielt eine Schwestergesellschaft Ladeco Cargo, die frühere Fast Air. Im Jahr 2001 wurde der Gesellschaft umbenannt in LAN Express.

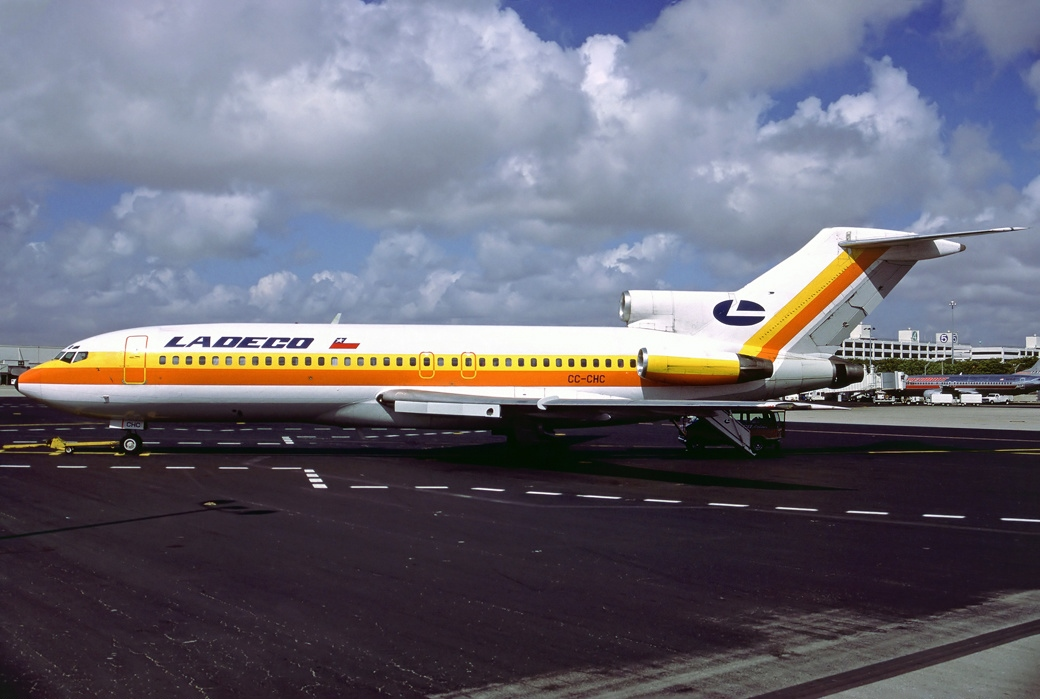
Eine Boeing 727-100 der Ladeco, Miami 1990

## Flotte

### Flotte bei Betriebseinstellung
Die Flotte bestand bei der Übernahme durch Lan Chile im Jahr 1995 aus Flugzeugen der Typen Boeing 737-200, Boeing 727 und Boeing 757.
Im Jahr der Umfirmierung zur LAN Express bestand die Flotte aus neun Boeing 737-200.

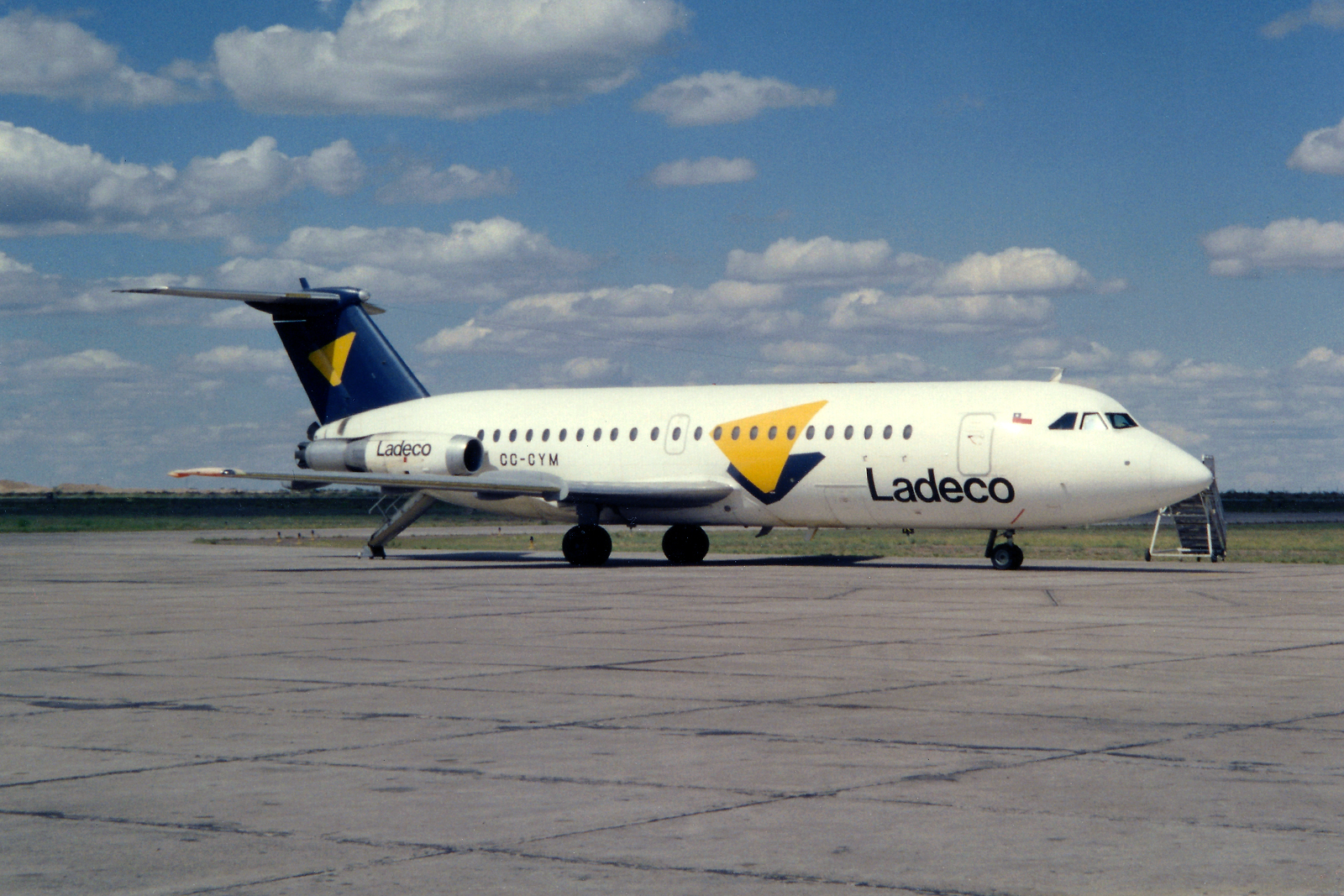
Eine BAC 1-11 der Ladeco, Mendoza 1993

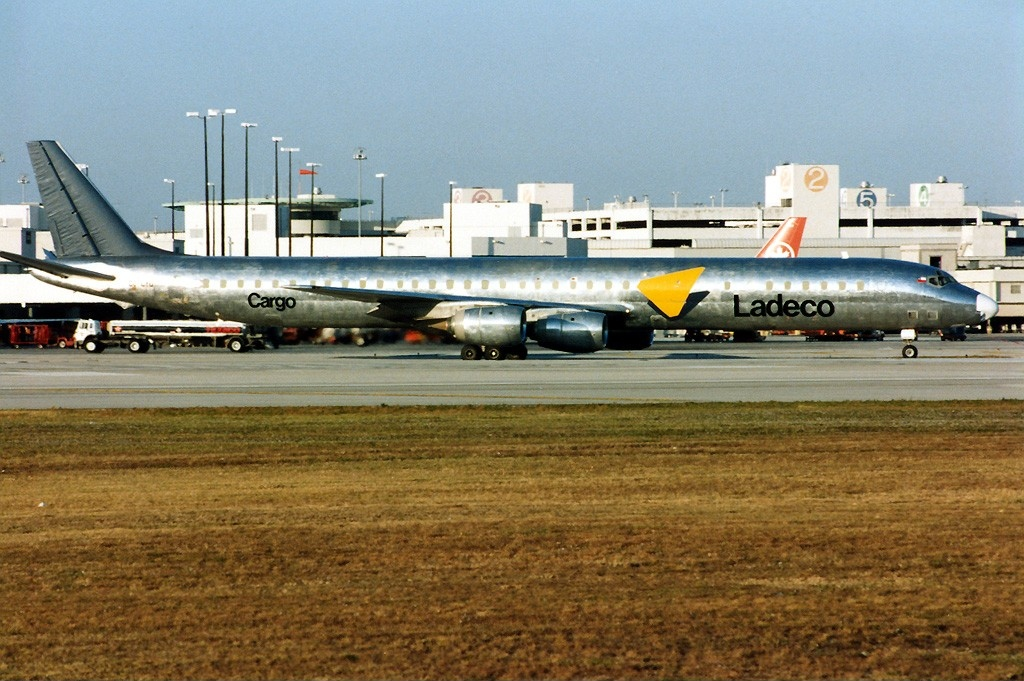
Eine Douglas DC-8-71F der Ladeco, Miami 1993

### Zuvor eingesetzte Flugzeuge
Insgesamt wurden über den Zeitraum des Betriebs der Fluggesellschaft folgende Flugzeugtypen eingesetzt:
- 01 Airbus A300
- 01 Airbus A320
- 04 BAC 1-11
- 04 Boeing 707, davon 3 als Frachter
- 07 Boeing 727
- 20 Boeing 737-200
- 02 Boeing 737-300
- 02 Boeing 757
- 0Douglas DC-3
- 06 Douglas DC-6
- 02 Douglas DC-8
- 02 Fokker 27-500

## Zwischenfälle
- Am 8. April 1968 brach von einer Douglas DC-3/C-49K der chilenischen Ladeco (Luftfahrzeugkennzeichen CC-CBM) im Anflug auf den Flughafen von Coyhaique (Chile) die rechte Tragfläche ab. Das Flugzeug stürzte 24 Kilometer nordnordwestlich des Flughafens ab. Keiner der 36 Insassen, drei Besatzungsmitglieder und 33 Passagiere, überlebte den Absturz.[6]

- Am 19. Oktober 1971 wurde eine Douglas DC-6B der LADECO (HI-146) gegen den Mount Santa Elena (Argentinien) geflogen, während das Triebwerk Nr. 1 (links) abgestellt war. Das Flugzeug befand sich auf dem Weg von Mendoza (Argentinien) nach Santiago de Chile. Bei diesem CFIT (Controlled flight into terrain) wurden alle 3 Besatzungsmitglieder getötet, die einzigen Insassen auf dem Frachtflug.[7]